# Pineville (Kentucky)
Pineville – miasto w Stanach Zjednoczonych, w stanie Kentucky, w hrabstwie Bell.